# Jacob Josef Nelles
Jacob Josef Nelles (* 2. Januar 1818 in Köln; † 27. Januar 1887 in Köln) war ein deutscher Dombau-Rendant in Köln.

## Leben
Nelles entstammte einer alten Kölner Hutmacherfamilie, führte die berufliche Familientradition aber nicht fort. Als im Jahr 1842, gefördert vom preußischen König Friedrich Wilhelm IV. und zahlreichen prominenten Kölner Bürgern, der Central-Dombau-Verein seine konstituierende Sitzung abhielt, war Nelles Mitglied der ersten Stunde und wurde hauptberuflich Finanzverwalter des Vereins.
Ziel des Vereins war es, die Fertigstellung des seit 300 Jahren ruhenden Bauprojekts Kölner Dom voranzutreiben. 38 Jahre lang setzte sich Jacob Josef Nelles dafür ein, die Finanzierung hierfür sicherzustellen. Mit dem Fest zur Vollendung des Kölner Doms am 15. Oktober 1880 in Anwesenheit des Kaiserpaares sowie von Vertretern fast aller deutscher Fürstenhäuser wurde auch das Lebenswerk von Jacob Josef Nelles gekrönt. Für seine Verdienste um den Kölner Dom erhielt er den Preußischen Kronenorden 3. Klasse, nachdem er schon am 7. Oktober 1855 mit dem Roten Adlerorden 4. Klasse ausgezeichnet worden war.